# ويلا أونيل
ويلا أونيل (بالإنجليزية: Willa O'Neill)‏ هي ممثلة نيوزيلندية، ولدت في 20 فبراير 1973 في نيوزيلندا.

## وصلات خارجية
- ويلا أونيل على موقع IMDb (الإنجليزية)
- ويلا أونيل على موقع ألو سيني (الفرنسية)
- ويلا أونيل على موقع أول موفي (الإنجليزية)
- ويلا أونيل على موقع قاعدة بيانات الأفلام السويدية (السويدية)
- ويلا أونيل على موقع قاعدة بيانات الفيلم (الإنجليزية)
- ويلا أونيل على موقع كينوبويسك (الروسية)